# Чоткар
Чоткар (Чоткар Патыр) — легендарный марийский герой, живший в XIII веке. Согласно преданию, Чоткар освободил весь лесной марийский край от нападавших на марийские селения кочевников. Богатырь похоронен на холме между деревнями Нурмучаш и Усола в Волжском районе Республики Марий Эл. Перед смертью Чоткар попросил положить свой меч и щит вместе с ним в могилу и обещал в тяжёлую минуту, когда марийцев будут одолевать враги, прийти на помощь. Ежегодно недалеко от деревни Нурмучаш в начале июня проходят праздничные торжественные мероприятия в память Чоткара.
Помимо народных преданий, о Чоткаре были созданы литературные произведения: стихотворение-легенда «Богатырь Чоткар» С. Г. Чавайна (1910—1912) и исторический роман «Чоткар» Л. Л. Яндакова (2000).
В 2018 году около деревни Нурмучаш установили памятник марийскому герою Чоткар Патыру. Статуя выполнена из дерева.